# Nykteris
Nykteris (Nycteris) je rod letounů. Jde o jediný žijící rod v rámci čeledi nykteridovití, česky též rýhonosovití (Nycteridae). Jeho zástupci jsou rozšířeni od Afriky po jihovýchodní Asii.

## Systematika a evoluce
Rod nykteris poprvé vědecky popsali francouzští přírodovědci Étienne Geoffroy Saint-Hilaire a Georges Cuvier v roce 1795. Jako autorita pro popis čeledi je uváděn Holanďan Jan van der Hoeven (1855). Vědecké pojmenování vychází z řečtiny („nykt-“; odkazuje na noc).
V rámci tradiční systematiky letounů představovali nykteridovití jednu z čeledí početného podřádu netopýři (Microchiroptera). Morfologické analýzy ji pokládaly za příbuznou vrápencovitým (Rhinolophidae), pavrápencovitým (Hipposideridae) a megadermovitým (Megadermatidae).
Moderní systematika letounů, na základě níž nejsou původní netopýři monofyletickým taxonem, klasifikuje čeleď nykteridovitých v rámci podřádu netopýrotvaří (Yangochiroptera) a nadčeledi pochvorepovci (Emballonuridae). Ten vyjma nykteridovitých zahrnuje i čeleď embalonurovití (Emballonuridae). Sporná je pozice čeledi myzopodovití (Myzopodidae), jejíž zástupci dnes přežívají pouze na Madagaskaru. Některé fylogenetické studie ji pokládají za příbuznou s embalonurovitými a nykteridovitými, jindy je však klasifikována spíše jako bazální linie nadčeledi vampýrovci (Noctilionoidea), případně jako taxon netopýrovců (Vespertilionoidea).
Rozeznávány jsou následující druhy rodu Nycteris:
- druh Nycteris arge Thomas, 1903
- druh Nycteris gambiensis (K. Andersen, 1912) – nykteris gambijská
- druh Nycteris grandis Peters, 1865 – nykteris velká
- druh Nycteris hispida (Schreber, 1775) – nykteris chlupatá
- druh Nycteris intermedia Aellen, 1959 – nykteris prostřední
- druh Nycteris javanica É. Geoffroy, 1813 – nykteris jávská
- druh Nycteris macrotis Dobson, 1876 – nykteris velkouchá
- druh Nycteris madagascariensis G. Grandidier, 1937
- druh Nycteris major (K. Andersen, 1912) – nykteris velká
- druh Nycteris nana (K. Andersen, 1912) – nykteris malá
- druh Nycteris thebaica É. Geoffroy, 1818 – nykteris egyptská
- druh Nycteris tragata (K. Andersen, 1912) – nykteris malajská
- druh Nycteris vinsoni Dalquest, 1965
- druh Nycteris woodi K. Andersen, 1914 – nykteris Woodova

Z hlediska evoluční historie je divergence mezi Nycteridae a Emballonuridae odhadována na více než 50 milionů let. Původ čeledi je africký, s následnou expanzí několika druhů do Asie, jež zřejmě proběhla ve dvou vlnách. Poprvé v průběhu pluviálního období v miocénu nebo pliocénu, kdy došlo k migraci přes souvislý lesní koridor, jenž se táhl až do východní Asie; podruhé pak po vpádu N. thebaica na Arabský poloostrov. Nejistá je evoluční historie madagaskarských nykteridovitých (zastoupených špatně známým druhem N. madagascariensis). Významná adaptivní radiace proběhla zejména v případě afrických nykteridovitých a dnes se mezi nimi etablují druhy z rozličných stanovišť, od tropických lesů po aridní oblasti.

## Popis

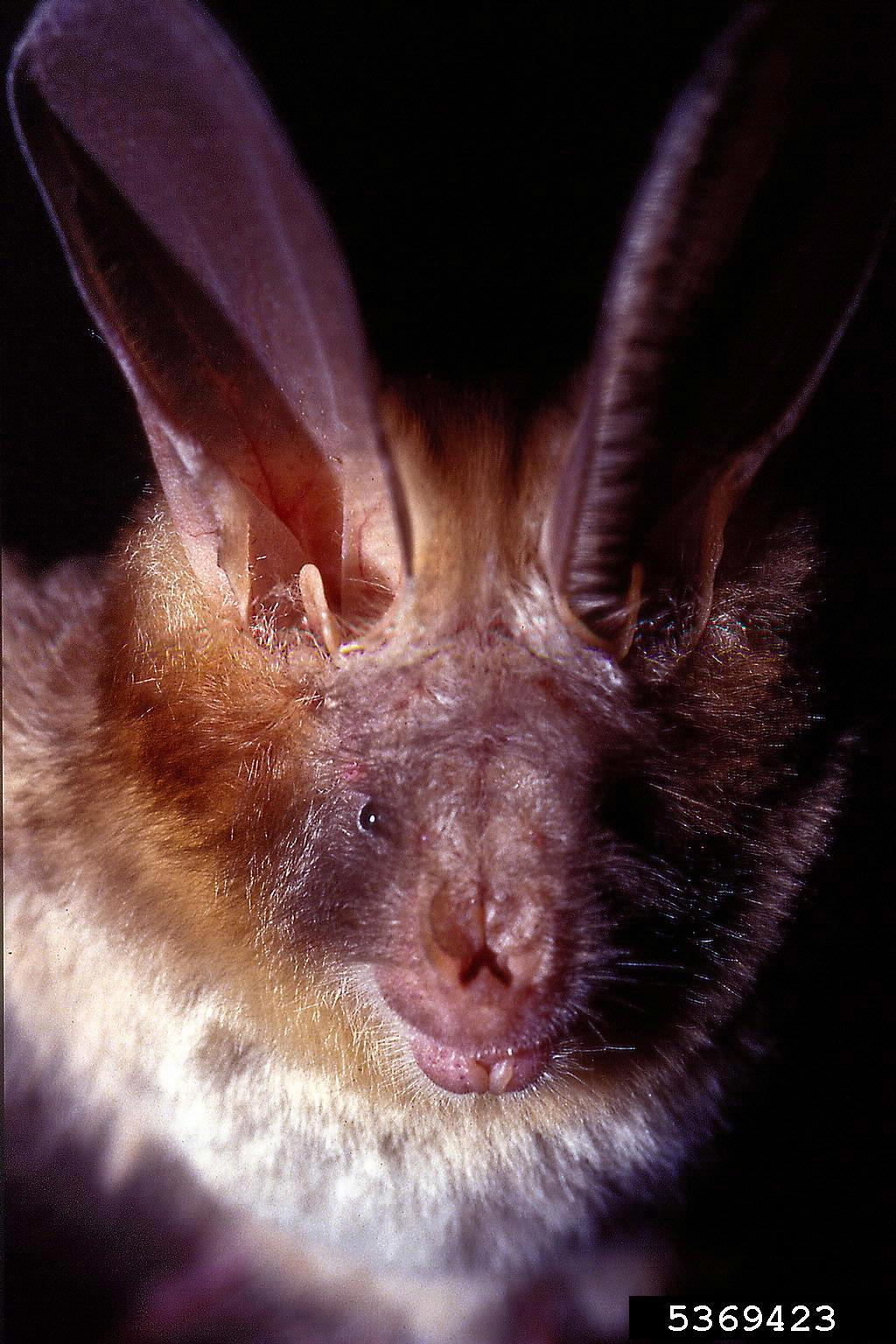
Nykteris egyptská, detail hlavy

Nykteris egyptská (N. thebaica) dosahuje délky těla 9,2 až 12 cm, délky ocasu 4,6 až 5,9 cm a tělesné hmotnosti 9 až 13,5 g. Mezi identifikační znaky netopýrů rodu nykteris patří:
- široká křídla;
- kostnatá opora ve tvaru písmene T, jež na ocase vyztužuje zadní okraj uropatagiální membrány, v níž je ocas zanořen;
- velmi výrazné ušní boltce s vyvinutým víčkem neboli tragem;
- listovité výběžky na čenichu;
- dlouhá brázda táhnoucí se přes obličej.

Echolokační pulzy jsou vydávány prostřednictvím nosních dírek, čemuž poslední dvě adaptace napomáhají.
Skelet kombinuje dílem primitivní, dílem odvozené znaky. Nezvyklá je anatomie ramenního pletence (cingulum pectorale), jenž je modifikován ve směru zvětšení a zesílení hrudní kosti. Tyto modifikace jsou příkladem konvergentní evoluce, protože vesměs odpovídají podobným evolučním trendům u ptáků. Naproti tomu ostatní netopýři během evoluce spíše modifikovali stavbu ramenních a loketních kloubů, které u nykteridovitých zůstávají značně primitivní. Za odvozený znak této čeledi lze naopak považovat ztrátu článků prstů předních končetin, kdy druhý prst zachovává pouze záprstní kůstku neboli metacarpus, třetí prst pak nese pouze dva články. Lebka je dlouhá a úzká, v meziorbitální oblasti hluboce konkávní. Celkový zubní vzorec činí 2.1.1.33.1.2.3 = 32 zubů.

## Ekologie a chování
Netopýři rodu nykteris se vyskytují v rozmanitých biotopech a využívají také různorodá hřadoviště: od dutin stromů přes díry v tlejících kmenech až po tunely vyhloubené hrabavými zvířaty či lidské stavby. Platí, že hřadující jedinci nebývají ve vzájemném fyzickém kontaktu. Na rozdíl od řady jiných druhů netopýrů také nykteridovití neupadají do stavu naprosté strnulosti.
Většina nykteridovitých je hmyzožravá, ačkoli větší zástupci, jako nykteris velká (Nycteris grandis), lapají i některé obratlovce. Let je pro tyto netopýry energeticky náročný, a proto jím tráví jen malé množství času. Velmi nízké poměry stran a nízké až velmi nízké zatížení křídel z nich však ve vzduchu dělá velmi obratné letce, což jim jednak umožňuje pronikat do stísněných prostor nepřístupných pro ostatní netopýry, jednak shánět potravu nad zemí a v husté vegetaci. Kořist je detekována jak pomocí echolokace, tak prostřednictvím detekce jí vydávaných zvuků. Samotné echolokační volání je totiž jen krátkého trvání a nízké intenzity, kvůli čemuž nykteridovití dostali přezdívku „šeptající netopýři“. Echolokační pulzy vykazují konstantní frekvenci (tj. typ CF).
Obecných informací o rozmnožování nykteridovitých bylo získáno jen málo. Vrhy mláďat pravděpodobně připadají na začátek období dešťů, přičemž samice rodí pouze jediného potomka.